# 尼康D750
尼康D750是一款由日本相機製造廠尼康在2014年9月12日公開發表的全畫幅單眼反光相機（DSLR）。D750具有24.1百萬像素、可擴展至51200的ISO感光度以及每秒連拍6.5張等功能。

## 机身问题
| 公布时间 | 涉事机身                  | 问题与公告             |
| -------- | ------------------------- | ---------------------- |
| 2015-01  | 需校验序列号              | 自动对焦传感器导致眩光 |
| 2015-07  | 2014年10～11月批次        | 快门问题，黑影         |
| 2016-02  | 2014年12月～2015年6月批次 | 快门问题               |
| 2017-07  | 2015年7月～2016年9月      | 快门问题               |

边缘杂光
部分D750单反相机在拍摄时，如果强太阳光或者高亮度照明等极端明亮光源存在于摄影画面的上部边缘外侧，画面上有可能出现边缘状杂光现象。
快门组件
2014年10月至11月期间生产的一部分D750数码单反相机，在拍摄过程中快门组件无法正常运作，个别情况下拍摄的画面上会有暗角出现。

## 外部連結
- Nikon 750 Official Webpage （页面存档备份，存于）, nikon
- Nikon D750 specifications （页面存档备份，存于）, dpreview
- Nikon D750 manual Nikon